# Kirsti Hamre
Kirsti Hamre (...) è un'ex sciatrice alpina norvegese.

## Biografia
Sciatrice polivalente sorella di Lasse, a sua volta sciatore alpino, Kirsti Hamre ai Campionati norvegesi 1969 (Hemsedal, 21-23 febbraio) vinse la medaglia di bronzo nella combinata; non debuttò in Coppa del Mondo e non prese parte a rassegne olimpiche o iridate.

## Palmarès

### Campionati norvegesi
- 1 medaglia:
  - 1 bronzo (combinata nel 1969)[1]